# 11e corps d'armée (Russie)
Pour les articles homonymes, voir 11e corps d'armée.
Le 11e corps d'armée est une grande unité de l'Armée de terre russe et des troupes côtières de la marine russe. Il est créé en 2016 pour tenir garnison dans l'oblast de Kaliningrad.

## Historique
Le 11e corps d'armée de l'Armée de terre russe est constitué le 1er avril 2016, avec pour nom complet le 11-го армейского корпуса Сухопутных и береговых войск Балтийского флота ВМФ РФ, « 11e corps d'armée des forces terrestres et côtières de la flotte de la Baltique de la marine russe », dépendant de l'Armée de terre russe (le district militaire ouest), mais aussi des troupes côtières de la marine russe (la flotte de la Baltique).
Son commandant est depuis août 2020 le major-général Andreï Yurievitch Ruzinski. Le renforcement des unités russes à l'Est de Kaliningrad en 2020 avait été interprété par les analystes occidentaux comme une menace visant le « corridor de Suwałki » (en anglais : Suwalki Gap), à la frontière entre la Lituanie et la Pologne, qui sépare l'oblast de Kaliningrad de la Biélorussie.

### Composition
Le 11e corps d'armée russe est composé depuis le 1er décembre 2020 (date de la transformation de la 79e brigade en 79e régiment et de la recréation de la 18e division) des unités suivantes :
- le 40e bataillon de commandement, à Goussev ;
- le 46e bataillon de reconnaissance, à Goussev ;
- la 18e division de fusiliers motorisés de la Garde :
  - le 275e régiment de fusiliers motorisés de la Garde, à Goussev ;
  - le 280e régiment de fusiliers motorisés de la Garde, à Goussev ;
  - le 79e régiment de fusiliers motorisés de la Garde, à Sovetsk ;
  - le 11e régiment de chars (des T-72B3), à Goussev ;
  - le 20e bataillon de reconnaissance (des drones Orlan-10), à Sovetsk ;
  - le 22e régiment de missiles antiaériens de la Garde (des Tor-M1/M2), à Kaliningrad ;
- la 244e brigade d'artillerie (des BM-27 Ouragan et des BM-30 Smertch), à Kaliningrad ;
- la 152e brigade de missiles de la Garde (des Iskander), à Tcherniakhovsk ;
- le 7e régiment de fusiliers motorisés de la Garde, à Kaliningrad ;
- le 22e régiment de missiles antiaériens de la Garde, à Kaliningrad ;
- le 1009e régiment de fusiliers motorisés, formé lors de mobilisation russe de 2022.

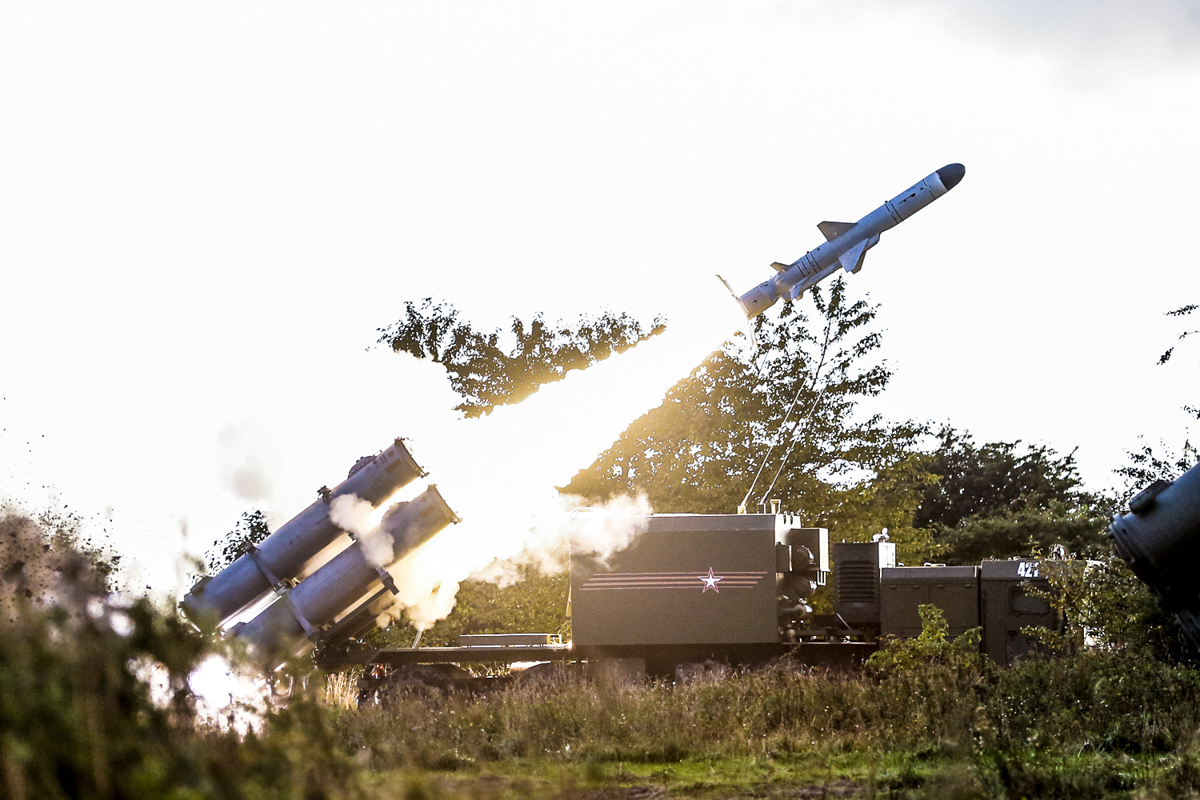
Tir d'un missile antinavire Kh-35 par un lanceur 3K60 Bal du de missiles côtiers, lors d'un exercice (manœuvres Zapad-2017).

La flotte de la Baltique dispose aussi sous son commandement, en plus du 11e corps : de la 336e brigade d'infanterie de marine, basée dans le port de Baltiïsk ; du 25e régiment de missiles côtiers, à Donskoïe (de) (armé de 3K60 Bal et de K-300P Bastion-P) ; des 183e régiment antiaérien sur la base de Tcherniakhovsk et du 1545e régiment antiaérien (missiles S-400) à Gvardeïsk ; du 4e régiment d'aviation d'assaut naval de la Garde (Su-24M et Su-30SM) et du 689e régiment de chasseurs de la Garde (Su-27P) sur la base de Kaliningrad-Chkalovsk ; du 396e régiment d'hélicoptères (Mi-24, Mi-8, Ka-27M, Ka-27P et Ka-29) sur la base de Donskoye.

### Invasion russe de l'Ukraine
Début avril 2022, les groupes tactiques de bataillon (BTG) de la 18e division auraient été transférés près de la frontière russo-ukrainienne pour être engagés dans l'invasion de l'Ukraine.
En mai 2024, le 11e corps d'armée participe à l'offensive de Kharkiv de 2024,. Selon les Ukrainiens (au 16 mai), deux des formations de combat de l'unité, déployées dans le secteur de Kharkiv — la 138e brigade et le 7e régiment de la 18e division — auraient subi 70 % de pertes en moins de deux semaines et auraient été rendus « inefficaces au combat ».

## Commandants
- Général Iouri Yarovitsky[7]
- Général Andreï Rouzinski depuis 2020.